# Passerelle Saint-Laurent
Pour les articles homonymes, voir Pont Saint-Laurent.
La passerelle Saint-Laurent, aussi appelée pont suspendu, maintenant réservée aux piétons, fut, jusqu'au milieu du XVIIe siècle le seul pont de Grenoble. Maintes fois emporté par les inondations et reconstruit, le « pont de bois », à péage, était, jusqu'à la mise en service d'un deuxième pont en 1671, la seule voie d'accès au grand axe de circulation situé sur la rive droite de l'Isère reliant Chambéry à la vallée du Rhône.
Il relie aujourd'hui le centre historique de Grenoble, rive gauche, à la place de la Cymaise, dans le quartier Saint Laurent, rive droite.

## Histoire

### Avant le pont
À cet endroit où le lit de l'Isère se resserre et se stabilise à cause de la falaise du Rabot, se trouvait primitivement un gué. C'est le point le plus favorable à la construction d'un pont permanent, ce qui était impossible sur au moins 40 kilomètres à l'amont et à l'aval, tant l'Isère divaguait à chaque crue. Le premier pont connu est un pont provisoire construit par Lucius Munatius Plancus gouverneur de la Gaule Transalpine et ancien lieutenant de César, le 12 mai 43 av. J.-C., pour faire passer son armée. Dans sa correspondance avec Cicéron, après l'assassinat de César, il fait allusion à un pont (de bateaux ? de bois ?) utilisé par ses soldats puis détruit après leur passage, pour franchir à Cularo l'Isère, qu'il qualifie de flumine maximo.

### Au Moyen Âge
Il n'y a aucun renseignement sur les événements avant l'an mil, sauf deux crues exceptionnelles en 580 et 592. Au début du XIe siècle, une crue ayant emporté le pont existant, l'évêque Saint Hugues (1053-1132) fait construire, vers 1095, le premier pont de pierre, qui fut emporté, un siècle plus tard, par la catastrophique inondation de septembre 1219, le Déluge de Grenoble, dont Grenoble mit des années à se remettre. D'ailleurs la reconstruction ne sera achevée qu'après la venue du dauphin André en 1237.
Les inondations et les inévitables réparations se succèdent : 1377, 1408, 1469, 1471. La charge des reconstructions incombe à la ville et les consuls de Grenoble lèvent une taille spéciale sur les habitants pour les financer. Après le transport du Dauphiné, le péage royal est concédé aux habitants pour les financer. En amont du pont, sur la rive gauche, se trouvait le port de la Madeleine, important emplacement d'accostage pour les bateaux qui amenaient les marchandises, en particulier depuis Valence, puisque l'Isère, malgré un fort courant, était navigable, et l'est restée jusqu'au XIXe siècle.
Au XIVe siècle Les consuls décident de surmonter le pont d'une tour carrée dont la construction, par manque de moyens, s'échelonne de 1381 à 1423 et utilise des matériaux de démolition. Elle joue un rôle de porte de ville pour le contrôle des marchandises et des voyageurs. Une petite chapelle consacrée à Notre-Dame et dépendant de la sacristie de la cathédrale, située originellement sur une des piles du pont, parmi d'autres constructions (maisons, échoppes et boutiques d'artisans), est transférée sous la voûte de la tour en 1443 et en 1492 les armes de la ville sont apposées « sur la chapelle de la bienheureuse Marie sur le pont » (« ante capellam beate Mariae super pontem »).

### Pont au Jacquemart

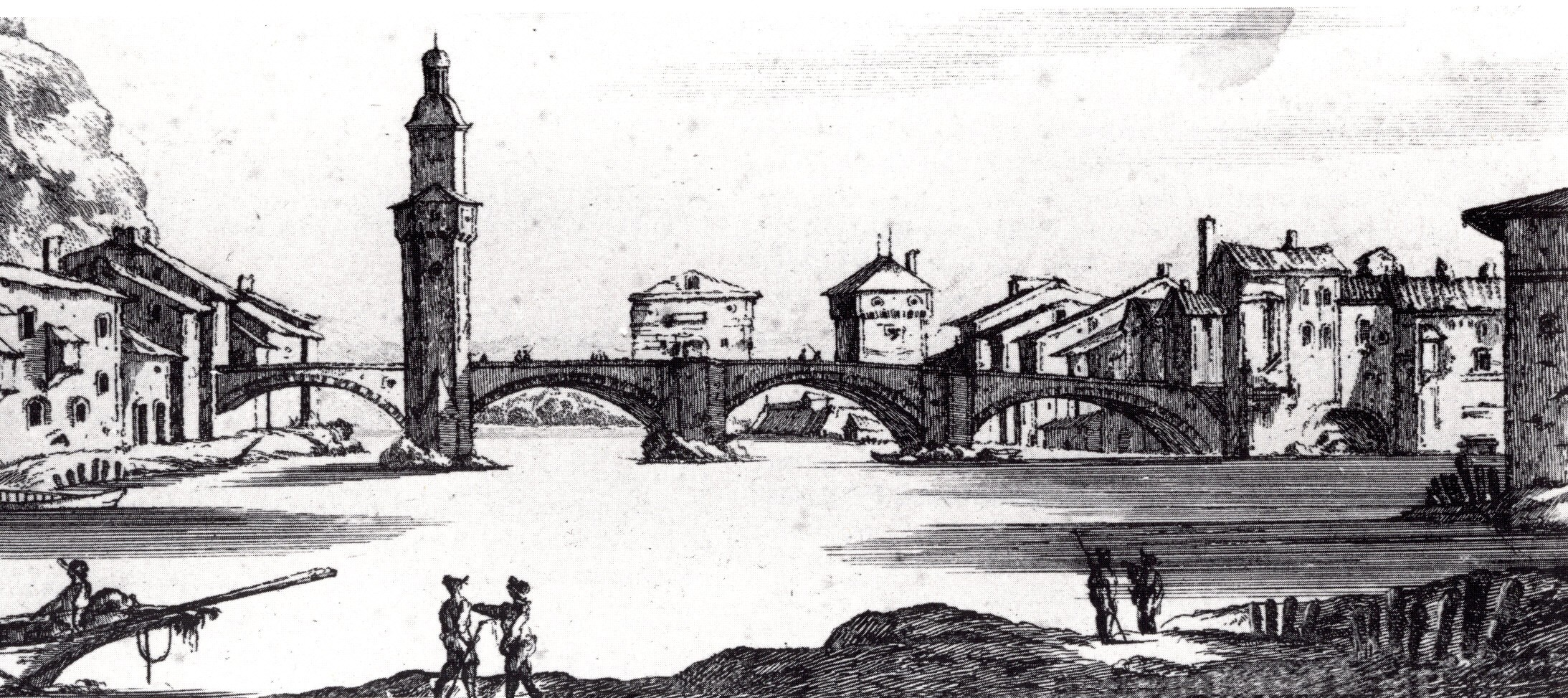
Le Pont au Jacquemart, gravure d'après un dessin de 1643.

Au XVIe siècle la tour abrite aussi une horloge astronomique et deux jaquemarts, surmontant la chapelle dédiée à Notre-Dame.
En février 1524, le Drac et l'Isère étant en crue en même temps, il faut se déplacer en barques dans Grenoble.
En janvier 1536 les arches sont très dégradées, tant à cause de leur vétusté que de l'ébranlement causé par le passage de l'artillerie. En septembre 1579, une crue de l'Isère emporte des maisons sur le pont, ce qui effraya beaucoup la reine Catherine de Médicis, de passage à Grenoble.
Pendant le siège de Grenoble, qui s'acheva en 1590, l'artillerie de Lesdiguières détruisit les jacquemarts, mais une fois nommé gouverneur, le duc entreprit de grands travaux défensifs et d'embellissement de la ville, parmi lesquels la reconstruction de l'horloge, achevée en 1603. Celle de la chapelle fut achevée en 1607, grâce à une quête organisée entre le 20 et le 30 mai 1603. Elle est consacrée le 10 janvier 1608 et reçoit de nouveaux décors en 1627.
Mais l'inondation exceptionnelle du 14 novembre 1651 fit s'écrouler deux arches et la tour, emportant l'horloger, son épouse, ses trois filles et leur domestique. Un pont de bateaux est mis en place, mais le 30 novembre une autre crue exceptionnelle détruit ce qui reste du pont. La reconstruction du pont commencée dès 1652 exigea la mise en place d'un péage de 25 ans pour son financement, péage qui fut prorogé par lettre de Colbert en 1682.

### Pont de bois

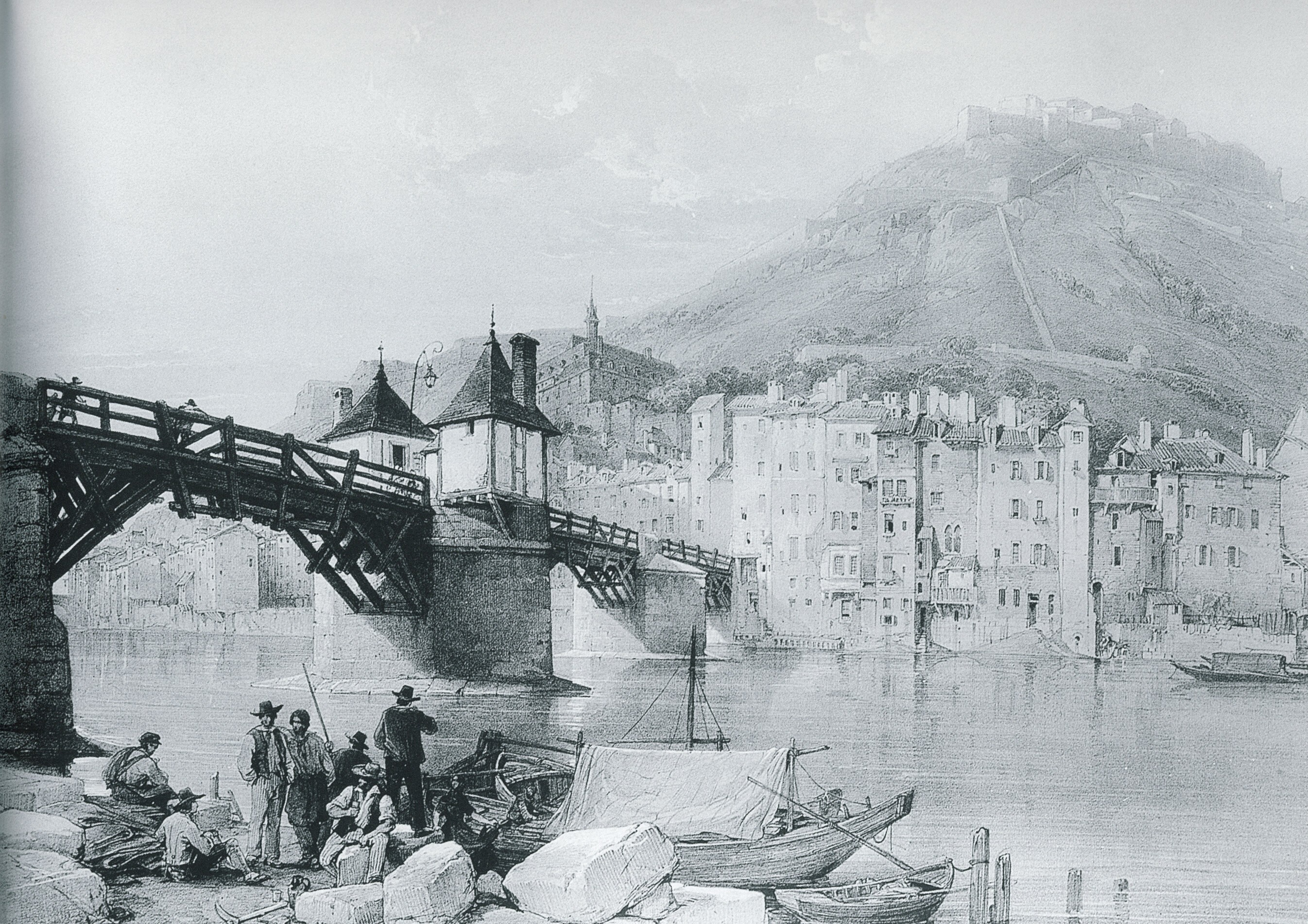
Une vue pittoresque du Pont de bois, lithographie de Louis Haghe, au début du XIXe siècle.

On renonça à rebâtir un pont tout en pierre, les crues de 1673, 1711, 1733, enchérissant les travaux, recommencés chaque fois. La documentation ne permet pas de savoir le mode exact de construction, puisqu'à l'époque les entrepreneurs sont à la fois maçons et charpentiers, mais un texte de 1665 fait allusion à un pont de chêne, un autre de 1694 évoque un pont de bois couvert. En septembre 1733, une pile et deux arcades du Pont de bois sont emportées par l'inondation que raconte Blanc la Goutte dans son poème en dauphinois Grenoblo Malhérou. La crue simultanée du Drac et de l'Isère fut si grave qu'on l'a appelée le Déluge. Elle « fit tomber trois maisons dans la rue Saint-Laurent, qui causèrent la ruine de la moitié du Pont Rouge, de bois, nouvellement construit », comme l'écrivit le curé de Vourey.
Le début d'endiguement de l'Isère n'arrête pas les crues, et le XVIIIe siècle en subit de majeures : en décembre 1740 le déluge de la Saint-Thomas et le 25 octobre 1778, l'inondation de référence du siècle, dite le déluge de la Saint-Crépin, sans compter celles de décembre 1790 et de juillet 1799, avec leur lot de dégâts et de destructions.

### Premier pont suspendu

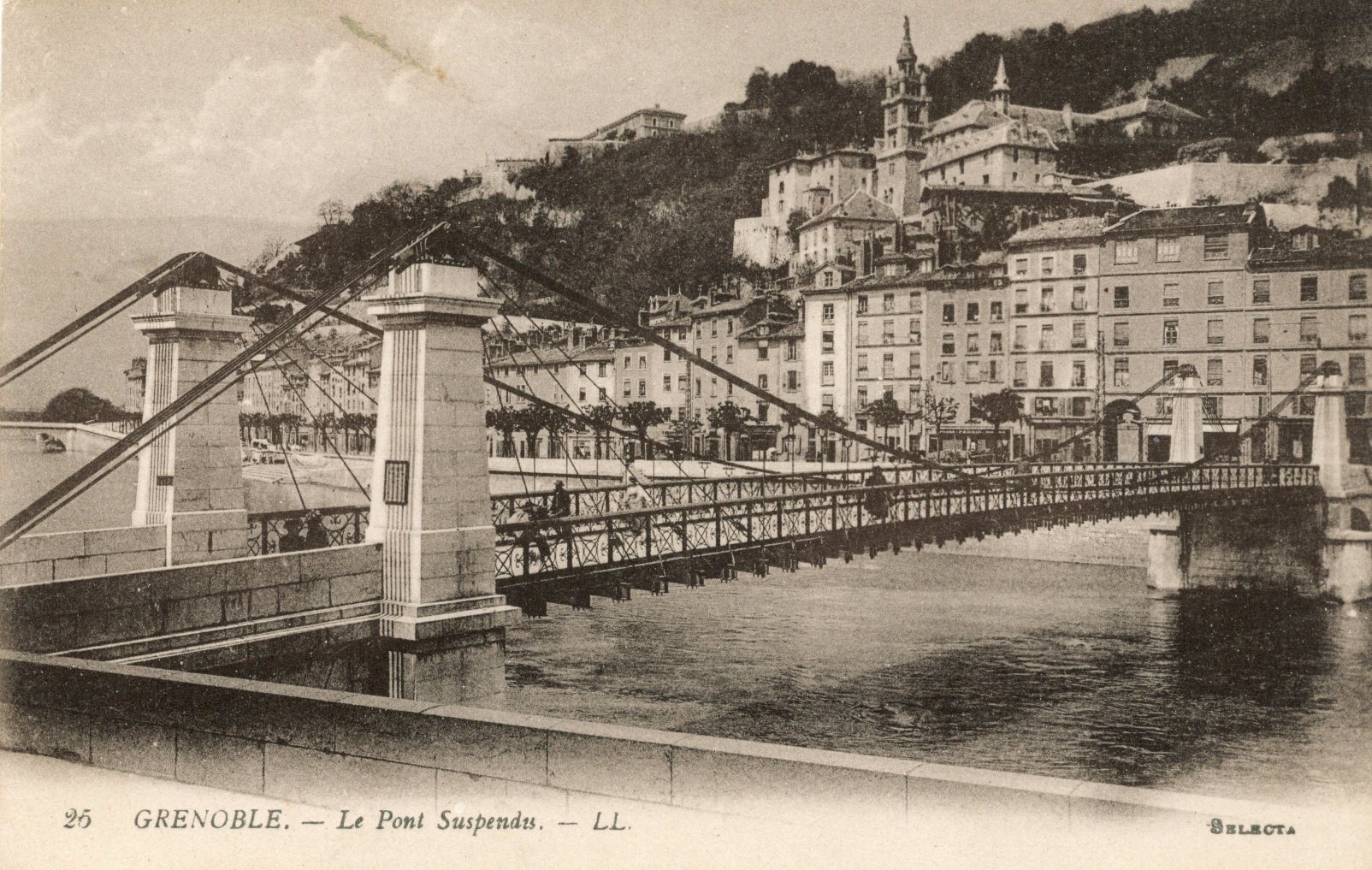
Le Pont Suspendu de 1909. Sainte-Marie-d'en-Haut a encore la statue de 1891 (démolie en 1935)

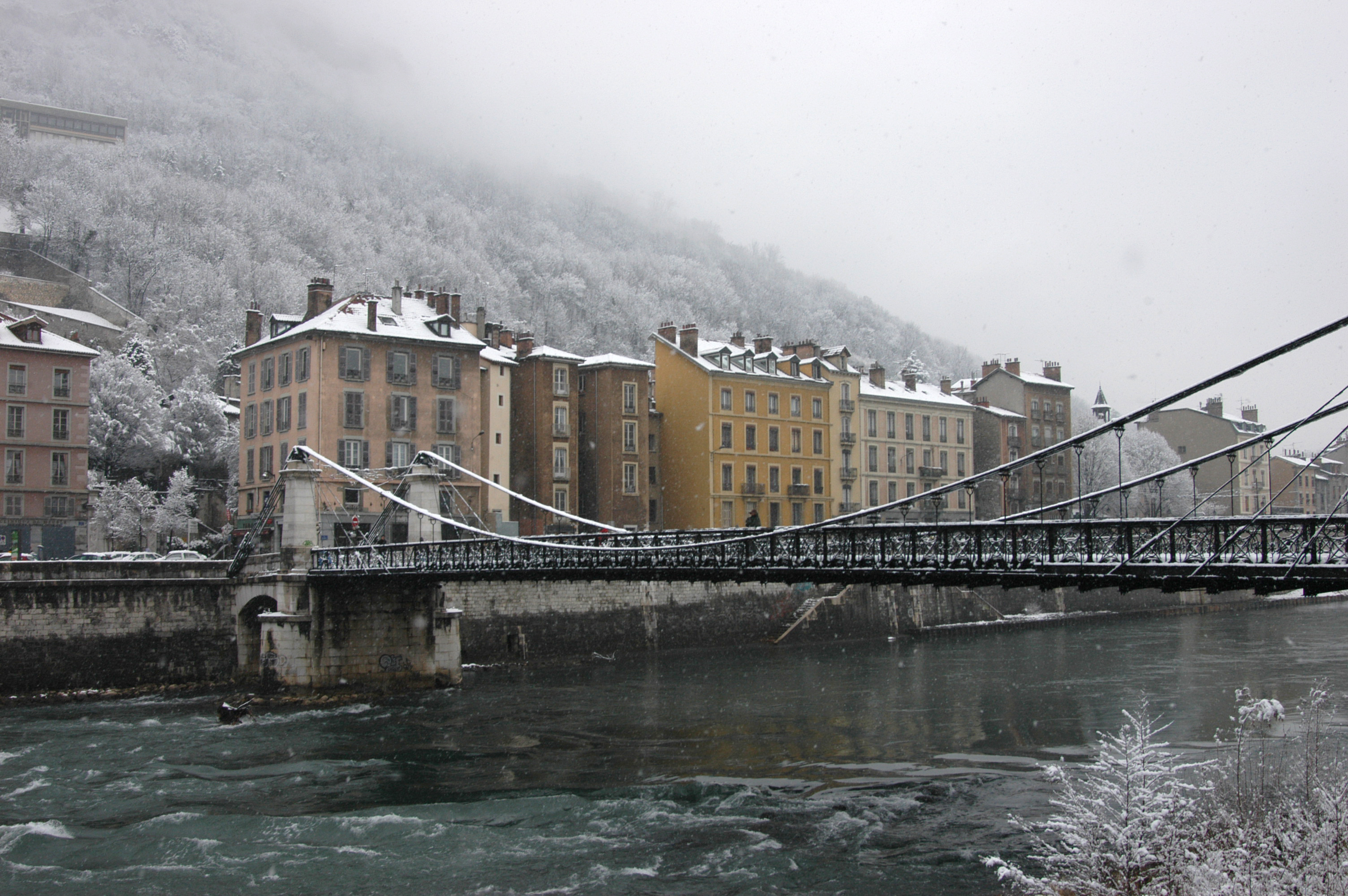
La passerelle Saint-Laurent en janvier 2009.

Construit en 1837 en même temps que les travaux de construction des quais, c'est un pont suspendu en fil de fer à tablier en bois. Le projet initial de Louis Crozet, qui a déjà travaillé à la construction du pont du Drac terminé en 1828, comportait trois arches mais on préfère finalement construire deux arches fixes de 8 m en pierre de taille avec une travée centrale de 59 mètres. Le tablier a une largeur de 6 m 70. La construction du pont, d'un coût de 256 000 francs-or, est financée par la ville (c'est exceptionnel à l'époque) qui contracte un emprunt. Les architectes sont M. Sordan et Louis Crozet, futur maire de Grenoble de 1853 à 1858.
À son ouverture, un péage autorisé par ordonnance royale du 21 août 1838 est mis en place pour 50 ans, afin de financer cette construction, qui résiste aux dernières grandes crues que connait la ville en 1840, juillet 1843, 1856 et même à l'inondation catastrophique du 1-2 novembre 1859, et celle de 1875. C'est à la suite de l'inondation de 1859 qu'est décidée la construction du quai Saint-Laurent (actuel quai Xavier Jouvin) : auparavant, à la moindre montée des eaux, les maisons de la rue Saint-Laurent côté rivière, construites en limite de grève, subissaient de plein fouet l'inondation.

## Situation et description

### Situation
Selon le site geoportail, cette passerelle est située entre la place de la Cymaise (sur la rive gauche de l'Isère) et la rue de Lionne (à l'angle du quai Claude Brosse et du quai Stéphane Jay). la passerelle surplombe l'Isère et la voie Corato.

### Description
En 1909 le pont est profondément rénové par l'entreprise lyonnaise Backes, afin d'améliorer sa solidité. Les piles sont consolidées et le tablier en bois remplacé par un tablier en fer. Encadré par le pont de la Citadelle en amont et le pont Marius-Gontard en aval, tous deux en pierre, il est devenu exclusivement piétonnier,  ce qui explique qu'on l'appelle plus volontiers la passerelle Saint-Laurent, et sert à l'occasion de cadre à des expositions éphémères.